# Staffan Östlund

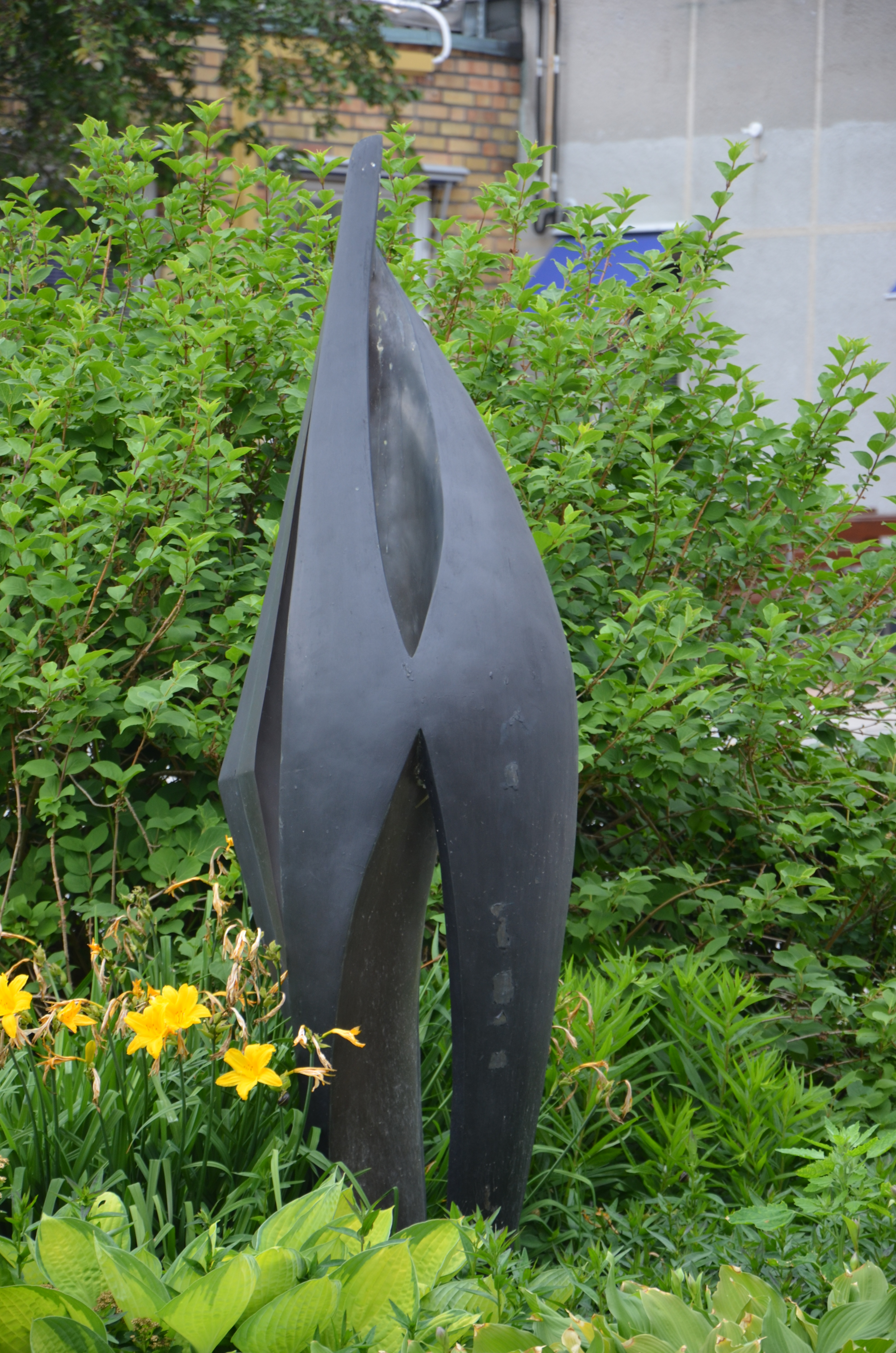
Livslågan i Enköping

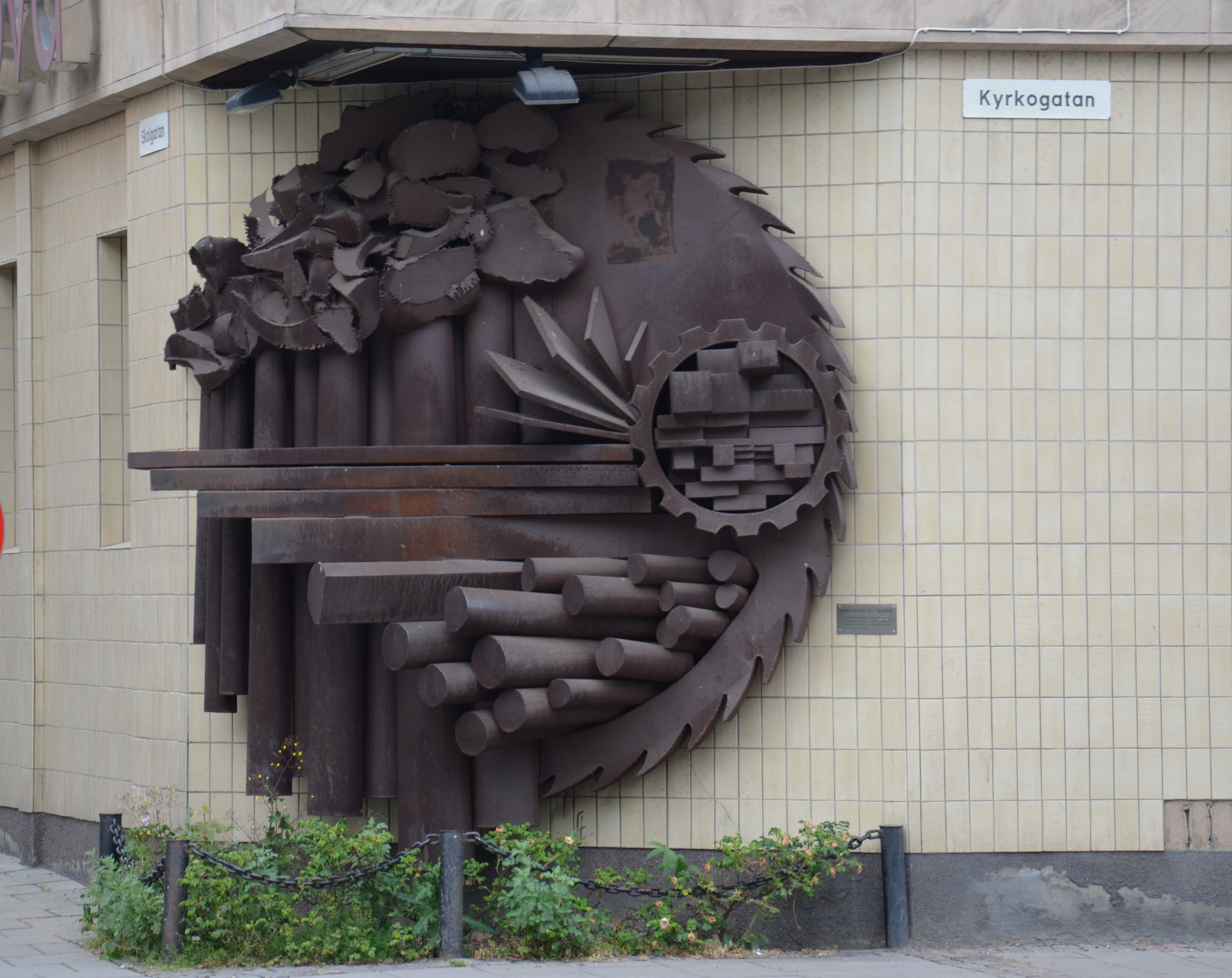
Från stock till planka i Jönköping

Staffan Johannes Östlund, född 20 november 1924 i Hofors, död 2 oktober 2007 i Uppsala, var en svensk skulptör, målare och tecknare.

## Biografi
Staffan Östlund var son till kyrkoherde Johannes Östlund och Tora Hanzon samt bror till Britt Mogård. Han utbildade sig vid Tekniska skolan i Stockholm 1944–1945, på Kungliga Konstakademin i Stockholm för Arvid Fougstedt 1945–1947, i Frankrike 1947–1952 i Spanien 1952–1953 och 1955–1956 samt i Italien 1959–1960.

## Verksamhet
Separat ställde han ut med gobelänger på Uppsala konsthall 1952 och han hade ett flertal utställningar i sin ateljé i Odinslund i Uppsala och tillsammans med Per-Erik Ekelund ställde han ut på Sturegalleriet i Stockholm 1958. Han var representerad i Nationalmuseums utställning Unga tecknare 1947 och i ett flertal av Liljevalchs Stockholmssalonger samt Kunstnernes Efteraarsudstilling i Köpenhamn 1964 och olika utställningar i bland annat Japan och USA. Bland hans offentliga arbeten märks mosaiker för länslasarettet i Enköping och Samarithemmet i Uppsala, en rundskulpturer i brons för Tunåsens sjukhem och Norra domsagan i Uppsala, porträttmedaljonger i brons för Hotell Gillet och järnsmidet Friska fläktar för Akademiska sjukhuset i Uppsala samt ett flertal offentliga fondmålningar. Hans konst består av målningar och teckningar med figurer, porträtt och landskapsskildringar utförda i ett flertal olika tekniker samt skulpturer och reliefer i brons, gips och svetsad kopparplåtsplastik.

## Familj
Han var i sitt första äktenskap från 1948 gift med Kärsti Cederblad och hade med henne barnen Charlotte, Michel, Sebastian och Christopher Östlund. I sitt andra äktenskap med Ann-Christin Eriksson hade han sonen Edvard. 

## Offentliga och privata verk i urval
- Sågverk i förvandling, 1978, cortenstål, hörnet Skolgatan/Kyrkogatan i Jönköping
- Dopfunt, Sturekoret i Uppsala domkyrka
- Orphei Strängar, koppar, 1981, vid Gottsunda kyrka, Uppsala
- Vindars lek, 1960, Akademiska sjukhuset i Uppsala
- Relief, marmor, Handelsbanken, Uppsala
- Porträtt av Torgny Segerstedt, Carolina Rediviva, Uppsala
- Livslågan, 1959, brons, vid entrén till Enköpings lasarett
- Mozarts toner, plåt och stål, rest 2012 i Enköping[3]
- Ljusvandring, rest 2012 i Stadsträdgården i Uppsala
- La mer, betong, rest 2012 i Enköping
- Focus of the Drop, rest 19?? och åter igen rest 2020, huvudentrén till företaget Cytiva, Uppsala